# Oebalus insularis
Oebalus insularis är en insektsart som beskrevs av Carl Stål 1872. Oebalus insularis ingår i släktet Oebalus och familjen bärfisar. Inga underarter finns listade i Catalogue of Life.